# Ponad siły
Ponad siły (norw. Over ævne) – norweska sztuka Bjørnstjerne Bjørnsona, składająca się z dwóch dwuaktowych, niezależnych części. Pierwsza powstała w roku 1883, druga w roku 1895. 

## Publikacja i premiera
Pierwszą część Ponad siły opublikowano w roku 1883. Prapremiera odbyła się w Sztokholmie trzy lata później. W Norwegii sztuka weszła na afisz dopiero w roku 1899. W pierwszej inscenizacji na deskach Teatru Narodowego główne role zagrali wybitni aktorzy Johanne Dybwad i Johan Fahlstrøm. Tekst wywołał gwałtowną polemikę prasową. Kontrowersje wzbudziła zwłaszcza wzorowana na przywódcy norweskiego unitarianizmu, Kristoferze Jansonie, postać charyzmatycznego pastora, który niosąc nadzieję wiernym, przysparzał cierpień własnej rodzinie. Zdaniem Bjørnsona mistycyzm, wiara w cuda i dosłowne traktowanie zasad chrześcijaństwa okazały się niemożliwe do pogodzenia z realiami i wymogami współczesności. W sztuce widać ponadto zainteresowanie pisarza problemami sugestii, histerii i wpływem psychiki na fizjologię. W drugiej części sztuki (1895) autor odszedł od problematyki religijnej i dowodził, że sprzeczność interesów między robotnikami a pracodawcami w połączeniu z naiwnym idealizmem musi nieuchronnie doprowadzić do tragedii.

## Streszczenie
Pierwsza część sztuki rozgrywa się w niewielkiej norweskiej wiosce położonej nad fiordem. Jej bohater to pastor Adolf Sang, który zawsze ofiarnie pomagał bliźnim. W opinii parafian jest świętym obdarzonym darem czynienia cudów. Uważa się powszechnie, że wskrzesił zmarłą dziewczynę i wiele osób uzdrowił. Wierni pamiętają również, że rozdał cały swój majątek, a w czasie sztormu wypływał w morze i ratował innych siłą modlitwy. Sceptycznie do cudów pastora odnosi się tylko Klara, jego żona, która życie w ciągłym lęku o sprawy bytowe przypłaciła częściowym paraliżem i wieloletnią bezsennością. Po kolejnym cudzie – kamienna lawina w nadprzyrodzony sposób omija świątynię – w domu pastora grupa kościelnych dygnitarzy rozmawia o kwestiach wiary i poświęcenia („Czy we wszystkim jest coś, czego osiągnąć nie można? Coś, co jest ponad siły?”). Dzięki żarliwej modlitwie Sanga Klarze udaje się wreszcie zasnąć, ale umiera zaraz po przebudzeniu. Pod wpływem szoku umiera również pastor. 
W drugiej części dzieci pastora trafiają do niewielkiej osady przemysłowej, gdzie pracownicy podjęli strajk. Syn, Elias, wspiera ich protest, zaprzepaszczając majątek odziedziczony po rodzicach. Córka, Rakel, chce otworzyć szpital dla najuboższych. Tymczasem żądania strajkujących stają się coraz bardziej radykalne, zwłaszcza gdy jedna z robotnic wraz z dziećmi popełnia samobójstwo. Gdy fabrykanci odrzucają wszystkie roszczenia, Elias decyduje się na gest anarchistyczny: wysadza w powietrze zamek, gdzie obradują kapitaliści i ginie wraz z nimi.